# Suh Sung-in
Dans ce nom coréen, le nom de famille, Suh, précède le nom personnel.
Suh Sung-in est un boxeur sud-coréen né le 18 juillet 1959.

## Carrière
Champion de Corée du Sud des super-coqs en 1981, il devient champion du monde IBF de la catégorie le 15 avril 1984 en battant par arrêt de l'arbitre au 10e round Bobby Berna lors de leur second combat. Suh conserve sa ceinture IBF face à Cleo Garcia puis perd contre Ji Won Kim le 3 janvier 1985. Il met un terme à sa carrière après un second revers contre Kim sur un bilan de 22 victoires et 5 défaites.